# Каза Минкино (Павија)
Каза Минкино је насеље у Италији у округу Павија, региону Ломбардија.
Према процени из 2011. у насељу је живело 67 становника. Насеље се налази на надморској висини од 296 м.